# 이재만 (1966년)
이재만(1966년 ~ )은 대한민국의 대통령비서실 총무비서관을 지낸 인물이다. 박근혜가 정치에 입문했을 때부터 보좌했다. 정호성·안봉근과 함께 문고리 3인방으로 불렸다. 박근혜-최순실 게이트에 대해 검찰 조사를 받고 있다.